# Esther Llorenç Rodríguez
Esther Llorenç Rodríguez (Figueres, 26 de desembre de 1962) és una activista antifranquista catalana, filla d'Aïda Lorenzo Rosa.
Al mes d'haver nascut a Figueres tornà a París amb la seva mare, d'on no tornaria a Catalunya fins al 1999. És la portaveu i secretària de l'Associació de Familiars de Represaliats pel Franquisme, associació que ambdues fundaren el 2003. Treballa per agrupar famílies catalanes que van perdre algun dels seus membres durant els afusellaments franquistes i per aconseguir l'anul·lació oficial de tots aquests consells de guerra.
Amb la seva mare ha publicat una dotzena de llibres. Durant anys ambdues han recopila la llista de gironins executats durant el franquisme, principalment de Palamós, Tortellà, Bonmatí i Sant Joan de les Abadesses, i en 2015 publicaren Morts per la República Catalana, que transcriu consells de guerra i documentació de la repressió franquista.

## Obres (escrites ambAïda Lorenzo Rosa)
- Dones republicanes (2006)
- Hores de vetlla. Testimonis de 35 represaliats pel franquisme (2005)
- Republicans represaliats pel franquisme (2007)
- La causa contra l'AFARE i altres judicis (2008)
- República, Guerra Civil, repressió franquista (2009)
- El Sumari Del President Companys i altres causes
- L'afusellament de Josep Fàbrega i Pou, Diputat del Parlament de Catalunya i altres judicis (2009)
- Oblidats de tots : Guàrdies Civils i carrabiners lleials a la República: relació de Guàrdies Civils i carrabiners afusellats a les comarques de Girona i a Catalunya (2009)
- Vides immolades pel franquisme (2012)
- Memòria perduda (2012)
- Morts per la República Catalana (2015)